# Троекратное повторение позиции
В шахматах и других абстрактных стратегических играх в случае троекратного повторения позиции игрок может потребовать ничью. Повторные позиции не обязательно должны происходить в той же последовательности.
В шахматах для того, чтобы позиции считались одинаковыми, каждый игрок должен иметь те же возможности ходов каждый раз, включая возможные права на рокировки и взятие на проходе. Позиции считаются одинаковыми, если один и тот же тип фигуры стоит на той же клетке. При этом учитывается лишь факт занятия фигурой данного достоинства конкретного поля доски, так, например, если два белых коня поменялись местами — всё равно считается, что позиция повторилась. Для фиксации ничьей игрок, заметивший троекратное повторение позиции и желающий остановить игру на ничейном результате, может обратиться к судье.
В сянци и сёги четырёхкратное повторение позиции рассуживается как ничья. Однако четырёхкратное повторение с вечным шахом в сёги и сянци запрещено, и результатом его будет проигрыш шахующего игрока.
Пятикратное повторение позиции немедленно приводит к ничьей в шахматах.

## Правило
Соответствующим правилом ФИДЕ является правило 9.2, которое гласит:
Партия признаётся закончившейся вничью по правильному заявлению игрока, за которым очередь хода, если одна и та же позиция не менее трёх раз (не обязательно последовательным повторением ходов)
а. может возникнуть, если он сначала запишет свой ход на бланке и заявит арбитру о своём намерении сделать этот ход, или
б. уже возникла, и сейчас ход претендующего на ничью.
Позиции, как в (A) и (B), считаются одинаковыми, если за тем же самым игроком очередь хода, а фигуры того же типа и цвета занимают те же поля, и возможные ходы всех фигур обоих игроков те же самые.
Позиция не считается такой же, если пешка, которая могла быть взята на проходе, больше не может быть взята, или если право на рокировку изменилось. ((FIDE 2005, Article 9.2))
Хотя правила не требуют, чтобы позиция происходила три раза подряд, это происходит очень часто на практике, как правило, в случае вечного шаха одному из королей. Промежуточные позиции и ходы не имеют значения — они могут быть одинаковыми или разными. Правило применяется к позиции, не к ходам.
Если требование о ничьей неправильно, противник получает дополнительные две минуты, и игра продолжается. Необоснованные претензии могут быть оштрафованы в соответствии со статьёй 12.6, которая запрещает отвлекать или раздражать оппонента. Даже если это неверное требование, оно считается предложением ничьей, которое противник может принять.
Этот метод достижения ничьей используется редко.

## Примеры
17-я, 18-я, и 20-я партии матча на первенство мира между Р. Фишером и Б. В. Спасским в 1972 году были объявлены ничьими из-за троекратного повторения позиции, хотя в 20-й партии заявление о повторении позиции было неверным.